# Мемориал «Высота 105.3»
Военный мемориал «Высота 105.3» посвящён обороне Ленинграда в годы блокады и Великой Отечественной войны. Другое название мемориала — «Непокорённая высота».
По этому участку проходила линия Ленинградского фронта, гора Колокольня была одной из не взятых высот на нём. Мемориальный комплекс находится на территории Ораниенбаумского плацдарма.
Точное расположение мемориала — в двух километрах севернее деревни Гостилицы, на вершине горы Колокольня.
На горе Колокольня в период защиты Ораниенбаумского плацдарма базировались наблюдательные пункты Красной армии, а когда было начато наступление, здесь был размещён командный пункт, откуда велось управление Ленинградским фронтом. На этом месте базировались командующий Ленинградским фронтом генерал Леонид Говоров и командующий Краснознамённым Балтийским флотом адмирал Владимир Трибуц. Также здесь находилось место базирования командира Второй Ударной армии генерал-лейтенанта Ивана Федюнинского.
Объект был внесён в Книгу Памяти под номером 11059. Также данный мемориал входит в список Объектов культурного наследия РФ.
Мемориальный комплекс был открыт в 2005 году, его создал архитектор В. А. Ким при участии архитекторов Н. Е. Михайлова и В. И. Евланова. Ранее на этом же месте располагался памятный знак в виде небольшого бетонного блока, на котором было написано «отм.105.3» По бокам от памятного знака находились две бетонных плиты с годами начала и окончания периода блокады Ленинграда. Этот памятный знак сохранен при строительстве нового памятника.
На месте расположения мемориала в День Победы проходят торжественные мероприятия ветеранов Ораниенбаумского плацдарма.

## Описание памятника
Мемориал славы на горе Колокольня был построен к 60-летнему юбилею победы в Великой Отечественной войне. В него входят памятный знак в виде цифр, указывающих высоту этой точки на местности, а также мемориальный комплекс с памятной стелой и расположенным около неё находками поисковых отрядов, включающими в себя каски, фрагменты снарядов и вооружения бойцов Красной армии.
Высота стел, изображающих цифры, составляет 13 метров. На мемориальной стеле находится выполненная из чёрного гранита табличка, на которой выбит текст:
«Здесь стояли насмерть защитники Ленинграда 1941—1944»
Выше таблички с надписью, в нише расположено объёмное изображение пятиконечной звезды.
На подходах к мемориалу славы на Непокорённой высоте по бокам расположены два гранитных куба, на которых нанесены цифры «1941» и «1944» Между ними на земле лежит памятная плита с надписью
«гора Колокольня»
Вокруг мемориала славы разбит небольшой сквер, в котором регулярно проводятся субботники, приуроченные к памятным датам.